# شهرستان کلی (کارولینای شمالی)
شهرستان کلی، کارولینای شمالی (به انگلیسی: Clay County, North Carolina) یک سکونتگاه مسکونی در ایالات متحده آمریکا است که در کارولینای شمالی واقع شده‌است.

## خصوصیات
شهرستان کلی ۵۷۲٫۳۹ کیلومترمربع مساحت دارد.